# Mary Anne MacLeod Trump
Mary Anne Trump (født MacLeod; Skotsk gælisk: Màiri Anna Nic Leòid; 10. maj 1912 – 7. august 2000) var en skotsk-amerikansk kvinde. Hun var bedst kendt for at være hustru til ejendomsudvikleren Fred Trump og mor til Donald Trump (USA's 45. og 47. præsident).
Mary blev født i Ydre Hebrider i Skotland, hvorefter hun immigrerede til USA i 1930 og blev en naturaliseret amerikansk statsborger i marts 1942. Hun opfostrede fem børn med sin mand og boede i New York City.

## Tidlige liv
Mary Anne MacLeod blev født i landsbyen Tong på Isle of Lewis. Hun voksede op i etgælisktalende hjem og var den yngste af ti børn født af Mary Ann MacLeod (født Smith; 1867-1963) og Malcolm MacLeod (1866-1954). Hendes far var husmand, fisker og opsynsmand på Marys skole. Engelsk var hendes andetsprog, som hun lærte på den skole, som hun gik på indtil mellemskolen.
Hendes bedsteforældre på sin fars side var Alexander MacLeod og Ann MacLeod, mens hendes bedsteforældre på hendes mor side var Donald Smith og Mary MacAulay. De kom henholdsvis fra Vatisker og South Lochs. Donald døde til søs i en alder af 34, da hans sejlskib sank – en almindelig skæbne for mænd i denne region, der var afhængig af fiskeri. Nogle af familiens tidligere generationer var blevet tvangsforflyttet væk fra deres jord som en del af "Highland Clearances". I henhold til en slægtshistorie levede fordrevne familier i Marys landsby i "menneskelig elendighed", mens de nærliggende opdyrkelige jorder blev brugt til fåreavl. Lokalhistorikere har fortalt, at ejendommene dengang var "ubeskriveligt beskidte", og at familier i området levede et nøjsomt liv som fiskere, bønder og tørvegravere. Udbruddet af 1. verdenskrig svækkede områdets økonomi og reducerede den mandlige befolkning.

## Immigration til USA
Da flere søskende allerede havde etableret sig der, har Mary muligvis først besøgt USA for et kort ophold i december 1929. Hun fik udstedt immigrationsvisum nummer 2669191 i Glasgow den 17. februar 1930. Den 2. maj forlod Mary Glasgow om bord på RMS Transylvania og ankom til New York City den 11. maj (en dag efter hendes 18 års fødselsdag). Hun erklærede, at hun havde til hensigt at blive amerikansk statsborger og ville blive permanent i Amerika. Hun var en af titusindvis af unge skotter, der rejste til USA eller Canada i denne periode, hvor Skotland havde lidt hårdt under følgerne af 1. verdenskrig. Listen over fremmede passagerer for RMS Transylvania viser hende beskæftigelse som hushjælp.
Da hun ankom til USA med $50 (svarende til $887 i 2022), boede Mary sammen med sin ældre søster Christina Matheson på Long Island og arbejdede som hushjælp i mindst fire år. Et af disse job ser ud til at have været som barnepige for en velstillet familie i en forstad til New York, men stillingen blev elimineret på grund af økonomiske vanskeligheder forårsaget af Den Store Depression. Som en beretning fra 2016 i den skotske avis The National udtrykte det, "startede hun livet i Amerika som en fattig tjenestepige, der flygtede fra den endnu værre fattigdom i sit fødeland". Efter at have opnået en amerikansk genindrejsetilladelse – kun givet til immigranter, der havde til hensigt at blive og opnå statsborgerskab – vendte hun tilbage til Skotland på SS Cameronia den 12. september 1934. Hun blev registreret som bosat i New York i april 1935 for U.S. Census for 1940.
Selvom folketællingsskemaet fra 1940, som blev udfyldt af Mary Anne og hendes mand, Fred Trump, erklærede, at hun var en naturaliseret statsborger, blev hun det faktisk først den 10. marts 1942. Der er dog ingen beviser for, at hun har overtrådt nogen immigrationslove før hendes naturalisation, da hun ofte rejste internationalt og efterfølgende kunne genindrejse i USA. Mary vendte ofte tilbage til sit hjemområde i Skotland i løbet af sit liv og talte gælisk, når hun var der.

## Ægteskab, familie og aktiviteter
I midten af 1930'erne, mens Mary Anne boede hos sin søster i Queens, mødte hun Fred Trump – der allerede var ejendomsudvikler og bygmester – til en fest. Ved et senere besøg i Skotland fortalte hun sin familie, at hun havde mødt sin kommende mand. De giftede sig i Madison Avenue Presbyterian Church den 11. januar 1936, med George Arthur Buttrick som præst. Bryllupsreceptionen for 25 gæster blev holdt på Carlyle Hotel på Manhattan. De var på bryllupsrejse i Atlantic City, New Jersey. Den 5. april 1937 fødte hun deres første barn, Maryanne (1937-2023), efterfulgt af Fred C. Trump Jr. (1938-1981), Elizabeth (født 1942), Donald (født 1946) og Robert ( 1948-2020). Den sidste fødsel førte til en akut hysterektomi, som hun med nød og næppe overlevede.
Familien boede i bydelen Jamaica, Queens, og senere specifikt i Jamaica Estates. Først boede parret i Marys svigermors hus, men omkring 1940 var parret flyttet ud og begyndt at leve en mere velstående tilværelse, idet de have ansat en skotsk hushjælp til deres egen husstand. MacLeod arbejdede generelt som husmor i familien, men hjalp nogle gange med sin mands ejendomshandel, såsom at samle mønter fra vaskemaskiner i familieejede lejlighedsbygninger.
Som forælder var Mary mere reserveret end sin mand. Børnenes venner observerede færre interaktioner med hende end med ham. Udseendemæssigt var Mary spinkel bygget, men var kendt for en overdådig frisure, som i én beretning blev betegnet som en "dynamisk orange hvirvel", svarende til den frisure, hendes søn Donald senere ville blive kendt for.

## Senere liv og død
Da hun blev ældre, led Trump af svær osteoporose. Den 31. oktober 1991, som 79-årig, blev hun overfaldet, mens hun handlede på Union Turnpike i nærheden af sit hjem. Hun modstod gerningsmandens forsøg på at stjæle hendes pung, som indeholdt $14, og blev derefter væltet omkuld og slået. Hun pådrog sig brækkede ribben, blå mærker i ansigtet, adskillige brud, en hjerneblødning og permanent skade på hendes syn og hørelse. En brødvognschauffør ved navn Lawrence Herbert pågreb den 16-årige overfaldsmand, hvilket Herbert senere blev belønnet af Donald Trump med en check, der forhindrede ham i at miste sit hjem til tvangsauktion. Hendes overfaldsmand erkendte sig senere skyldig i røveri og overfald og blev idømt tre til ni års fængsel.
Marys mand, Fred Trump, døde i en alder af 93 den 25. juni 1999 efter at være blevet syg med lungebetændelse. Hun døde et år senere den 7. august 2000 på Long Island Jewish Medical Center i New Hyde Park, New York, i en alder af 88. Gudstjenesterne blev holdt i Marble Collegiate Church på Manhattan og hun blev begravet sammen med sin mand og søn (Fred Jr.) på Lutheran All Faiths Cemetery i Middle Village, Queens. Dødsannoncen i hendes skotske hjembyavis, Stornoway Gazette, lød: "Fredeligt i New York den 7. august, Mary Ann Trump, 88 år gammel. Datter af afdøde Malcolm og Mary MacLeod, 5 Tong. Meget savnet".

## Eksterne links
- Scottish Roots-side
- Pavillon hjemmeside opkaldt efter hende Arkiveret 23. februar 2021 hos  Wayback Machine
- Mary Anne MacLeod Trump på Find a Grave (engelsk)